# Qingshan (köping i Kina, Henan)
Qingshan (kinesiska: 青山, 青山镇) är en köping i Kina. Den ligger i provinsen Henan, i den centrala delen av landet, omkring 310 kilometer söder om provinshuvudstaden Zhengzhou. Antalet invånare är 15 476. Befolkningen består av 7 608 kvinnor och 7 868 män. Barn under 15 år utgör 23,0 %, vuxna 15-64 år 63 %, och äldre över 65 år 12,0 %.
Genomsnittlig årsnederbörd är 1 148 millimeter. Den regnigaste månaden är augusti, med i genomsnitt 198 mm nederbörd, och den torraste är december, med 15 mm nederbörd.